# 90-я гвардейская танковая дивизия

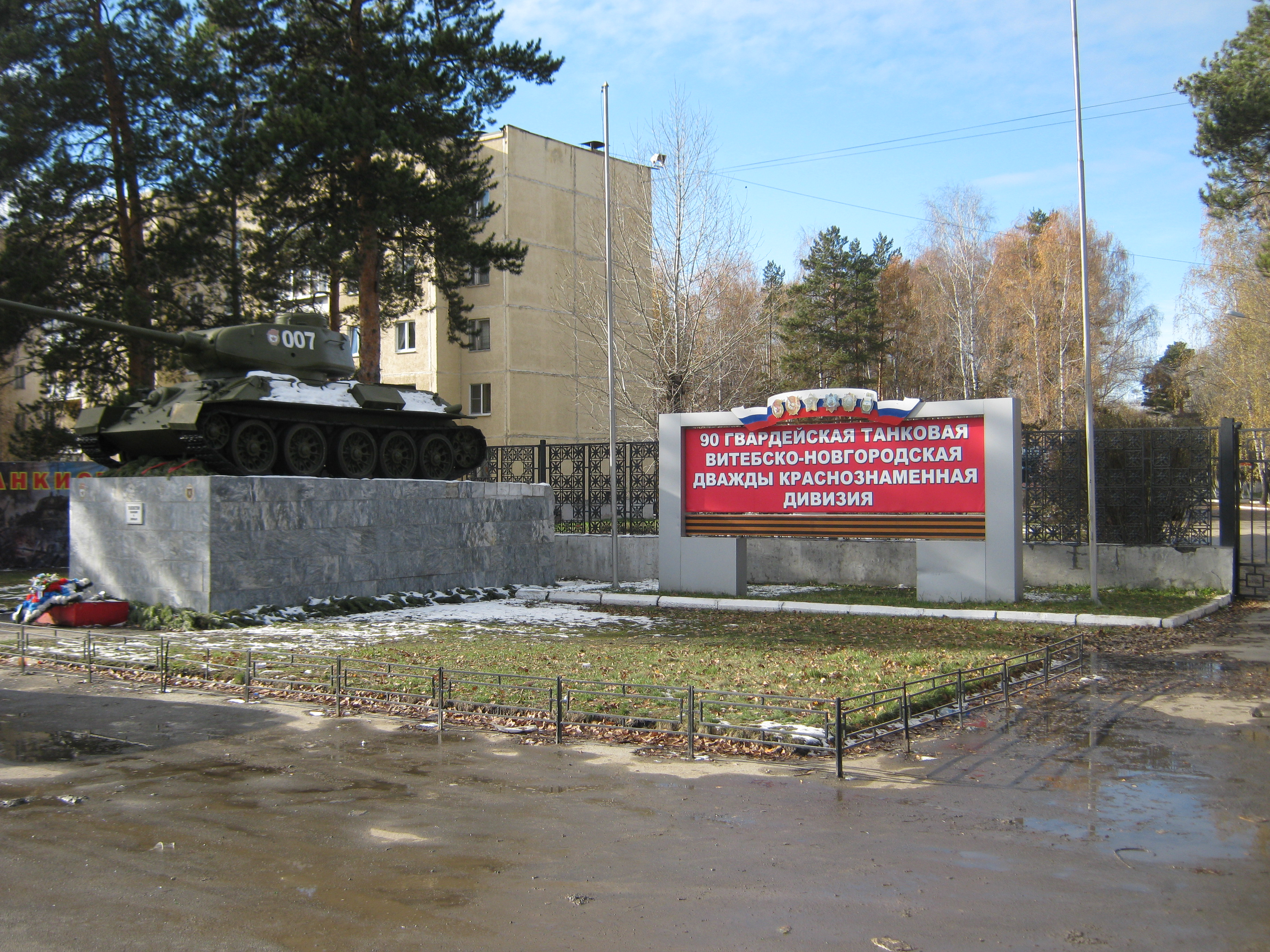
Танк возле КПП № 1.

90-я гвардейская танковая Витебско-Новгородская дважды Краснознамённая дивизия (сокр. 90 тд, в/ч 86274) — тактическое соединение Сухопутных войск Российской Федерации. Подразделения дивизии дислоцируются в Свердловской и Челябинской областях.
Соединение входит в состав Центрального военного округа. Формирование дивизии начато 1 декабря 2016 года. До 1992 г. соединение входило в состав советской Северной группы войск.
В качестве 6-й гвардейской мотострелковой дивизии соединение существовало в период с 1985 по 1992 годы. Формирование мотострелковой дивизии начато в 1985 году. В 1992 году дивизия выведена в СССР и переформирована в 166-ю отдельную гвардейскую мотострелковую бригаду, расформированную затем в 1997 году.

## История
Дивизия наследует награды 90-й гвардейской и 378-й стрелковых дивизий. Соединение продолжает боевые традиции 30-го добровольческого танкового корпуса, сформированного в 1943 году на добровольные взносы трудящихся Урала. Формирование дивизии завершилось 1 декабря 2016 года.
Родоначальницей 90-й танковой дивизии выступила 325-я стрелковая дивизия (1-го формирования), которая в соответствии с директивой НКО СССР от 11 августа 1941 года, постановлением Военного Совета Орловского военного округа в городах Моршанск и Сердобск сформирована в период с 11 августа по 15 ноября 1941 года. С 5 июля по 23 августа 1943 года дивизия принимала участие в Курской битве. За мужество и героизм, проявленные личным составом дивизии в ходе боевых действий за освобождение Орла и Курска, дивизии было присвоено почётное звание «гвардейская», и была преобразована в 90-ю гвардейскую стрелковую дивизию.
В 1943 году дивизии за прорыв Витебского укреплённого района и освобождение города Витебск было присвоено почётное наименование «Витебская». За освобождение города Полоцк в 1944 году дивизия награждена орденом Красного знамени. 13 марта 1945 года 90-я гвардейская стрелковая Витебская Краснознамённая дивизия унаследовала почётное наименование «Новгородская» и орден Красного знамени от расформированной 378-й стрелковой Новгородской Краснознамённой дивизии, личный состав которой вошёл в состав 90-й гвардейской стрелковой дивизии.
В 1945 году 90-я гв. сд переформирована в 26-ю гвардейскую механизированную дивизию с унаследованием наград и наименований обеих дивизий. В период подчинения Северной группе войск дивизия дислоцировалась в г. Борне-Сулиново (ПНР). В 1957 году переформирована в 38-ю гвардейскую танковую дивизию. В 1965 году дивизии вернули номер 90, под которым она воевала в Великой Отечественной войне.
В период с 13 мая по 5 сентября 1968 года дивизия участвовала в операции «Дунай» в ЧССР. 20 августа 1968 года дивизия получила задачу на переход государственной границы ГДР с ЧССР. 21 августа 1968 года вошла в ЧССР, где её части блокировали назначенные объекты. Приказом Министра обороны СССР от 17 октября 1968 года № 242 «за образцовое выполнение задания командования и интернационального долга по оказанию помощи трудящимся Чехословакии в борьбе с контрреволюционными элементами и проявленные при этом отвагу и мужество» всем участникам операции «Дунай» в том числе личному составу дивизии объявлена благодарность.
В 1985 году, в соответствии с директивами Министра обороны СССР № 314/1/00900 от 4 декабря 1984 г. и Генерального штаба ВС СССР № 314/3/0224 от 8 февраля 1985 г. 90-я гвардейская танковая дивизия была переформирована в 6-ю гвардейскую мотострелковую Витебско-Новгородскую дважды Краснознамённую дивизию. В связи с этим переформированием произошёл обмен нумерацией (90-я на 6-ю) и типом (танковая на мотострелковую) с 6-й гвардейской мотострелковой Львовской ордена Ленина Краснознамённой ордена Суворова дивизией из ГСВГ в ГДР. 6-й гв. тп стал 16-м гв. мсп, а 215-й гв. тп стал 82-м гв. мсп.
1 декабря 1985 года на базе 126-го отдельного разведывательного батальона в городе Бялогард (ПНР) был сформирован 65-й отдельный десантно-штурмовой батальон численностью 602 военнослужащих и 2 рабочих и служащих. Батальон формировал подполковник Синицын В. М. В мае — ноябре 1986 года в г. Бялоград на базе 65-го отдельного десантно-штурмового батальона была сформирована 83-я отдельная десантно-штурмовая бригада Главного командования Западного направления.
После вывода в 1992 году Северной группы войск из Польши, дивизия была переформирована в 166-ю мотострелковую бригаду с местом дислокации в Твери, где в 1997 году была расформирована. В ходе выполнения боевых задач в военное и мирное время военнослужащие награждены государственными наградами.
Хронология формирований соединения

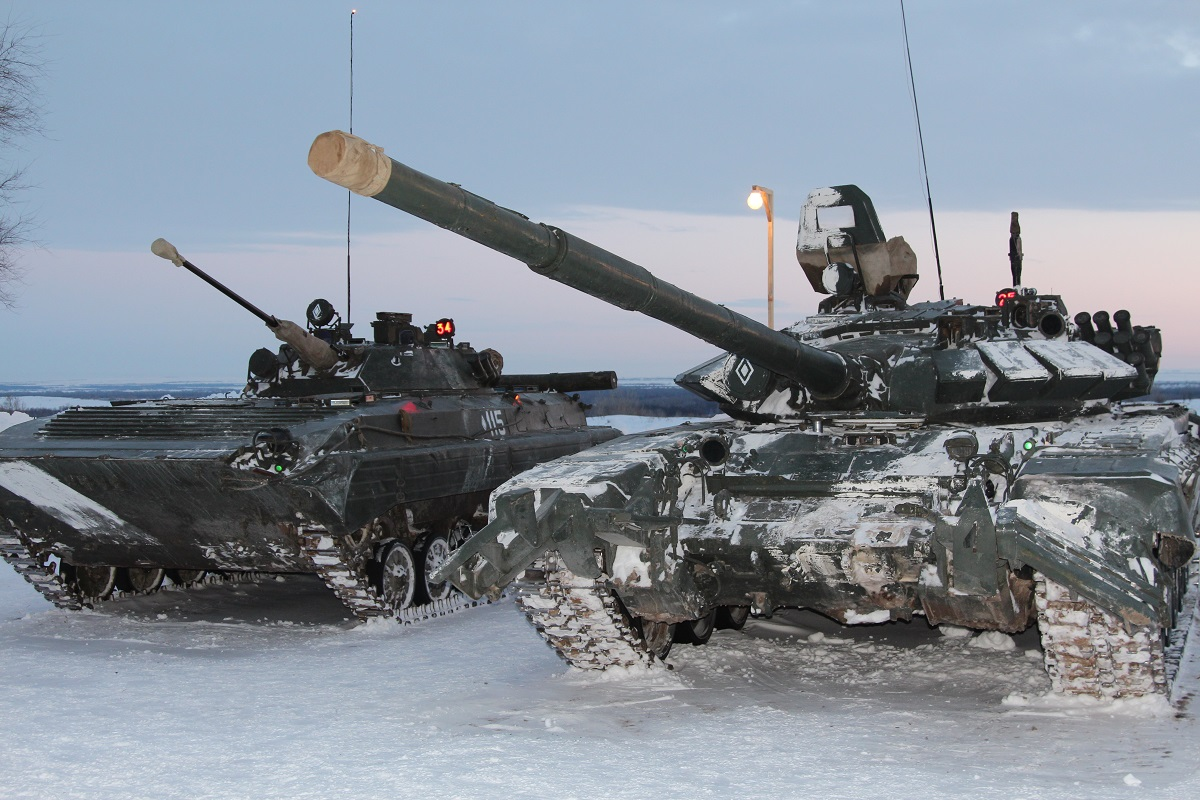
БМП-2 и Т-72БА 90-й гвардейской танковой дивизии в 2017 году.

- 1941—1943 — 325-я стрелковая дивизия (1-го формирования)
- 1943—1945 — 90-я гвардейская стрелковая дивизия
- 1945 — 90-я гвардейская стрелковая дивизия + 378-я стрелковая дивизия
- 1945—1957 — 26-я гвардейская механизированная дивизия
- 1957—1965 — 38-я гвардейская танковая дивизия
- 1965—1985 — 90-я гвардейская танковая дивизия
- 1985—1992 — 6-я гвардейская мотострелковая дивизия ↔ 90-я гвардейская танковая дивизия
- 1992—1997 — 166-я отдельная гвардейская мотострелковая бригада
- 70-я гвардейская база хранения вооружения и техники
- 2016 — н. в. — 90-я гвардейская танковая дивизия

В 1992 году из Польши 6-я гвардейская мотострелковая Витебско-Новгородская дважды Краснознамённая дивизия передислоцирована в город Тверь и вошла в состав соединений Московского военного округа и переформирована в 166-ю отдельную гвардейскую мотострелковую Витебско-Новгородскую дважды Краснознамённую бригаду.
С 2 января 1995 года по 5 октября 1996 года 166-я бригада принимала участие в восстановлении конституционного порядка в Чеченской Республике. Потери за время войны: 113 убитых и 31 пропавший без вести.

Два офицера — начальник разведки бригады майор И. А. Касьянов и командир разведроты И. А. Баталов 21 ноября 1995 г. были удостоены звания Героя России. Также 1 декабря 1995 года звания Героя России посмертно был удостоен один солдат-срочник — артиллерист 2-го артиллерийского дивизиона В. В. Иванов.
С 1997 года 166-я бригада была переформирована в 70-ю гвардейскую Витебско-Новгородскую дважды Краснознамённую базу хранения вооружения и техники (мотострелковых войск) [70-я гв. бхвт (м)].
В составе:
440 чел. личного состава; 38 Т-80; 86 БМП (37 БМП-2, 40 БМП-1, 9 БРМ-1К); 6 БТР (1 БТР-80, 4 БТР-70, 1 МТ-ЛБ); 24 — 2СЗ «Акация»; 3 БМП-1КШ, 6 СПР-2, 4 ПУ-12, 2 Р-156БТР, 11 Р-145БМ, 1 ЗС-88 (БТР-80), 1 ПРП-3, 4 ПРП-4; 2 УР-67, 1 МТ-55А, 1 МТУ-20. По предназначению развёртывалась в мотострелковую бригаду.
В 2007 году 70-я гв. бхвт (м) расформирована.
1 декабря 2016 года в соответствии с указом Президента РФ № 327 от 08 июля 2016 г., директивой Министра обороны РФ с целью сохранения боевых традиций 90-я гвардейская танковая Витебско-Новгородская дважды Краснознамённая дивизия была воссоздана и приступила к обучению в новом учебном году под командованием генерал-майора Дениса Лямина. Основой для формирования дивизии стали 32-я отдельная мотострелковая Ленинградско-Павловская Краснознамённая бригада (в/ч 22316) и 7-я отдельная гвардейская танковая Краснознамённая, орденов Суворова, Кутузова и Александра Невского Оренбургского казачества бригада (в/ч 89547).
В 2017 году решением командующего войсками ЦВО в целях сохранения боевых традиций и увековечивания памяти о героическом подвиге 30-го Уральского Добровольческого танкового корпуса, также известного как «корпус чёрных ножей» (танкистам этого соединения выдавались боевые ножи с клинком чёрного цвета), танковому батальону 228-го мотострелкового полка дивизии присвоено почётное наименование «Уральский танковый батальон». Он будет комплектоваться на конкурсной основе из числа военнослужащих, призванных из Свердловской области.
19 августа 2017 года торжественно отмечена 90-я годовщина дивизии и 76-я годовщина 239-го гвардейского танкового полка. Для участников торжественного мероприятия была организована реконструкция освобождения города Витебска, в которой был задействован легендарный танк Т-34-85. Состоялись показательные выступления военнослужащих разведывательного батальона. Рота Почётного караула ЦВО продемонстрировала строевую выправку и владение оружием. Выступил художественный самодеятельный ансамбль 90-й дивизии.
7 мая 2018 года дивизии вручено Боевое знамя нового образца и к нему грамота Президента Российской Федерации.
Указом Президента Российской Федерации № 381 от 30 июня 2018 года дивизии присвоено почётное наименование «гвардейская Витебско-Новгородская».
В 2022 году отмечено участие дивизии во вторжении на Украину. При наступлении на Киев части дивизии попали в засаду и понесли большие потери. Некоторые из частей дивизии после этого укрылись в Богдановке Броварского района, где совершали убийства и изнасилования местных жителей.
Осенью 2022 года полиция Украины обвинила двух военнослужащих 6-го танкового полка 90-й дивизии в изнасиловании беременной женщины в Киевской области в марте 2022 года во время оккупации области войсками РФ в ходе войны с Украиной. Ребенка женщина потеряла. 7 марта 2023 года Евросоюз ввел санкции в отношении командира 90 гв. тд. Ибатуллина так как подчиненные Ибатуллина «совершали акты сексуального и гендерного насилия в отношении украинского гражданского населения», как отмечает Евросоюз, речь идет о «групповых изнасилованиях», «изнасиловании беременной женщины» под Киевом, «убийстве мирного жителя после неоднократного изнасилования его жены в присутствии их маленького ребенка».
Воинские части и подразделения дивизии размещены в двух военных городках с дислокацией в Челябинской и Свердловской областях.
6-й, 80-й и 239-й танковые полки дивизии участвовали в боях за Авдеевку в 2023—2024 гг.

## Состав
- Управление 90-й гв. тд (Борне-Сулиново, ПНР),
- 6-й гвардейский танковый ордена Суворова полк[~ 1] (Борне-Сулиново),
- 80-й танковый Краснознамённый полк[~ 2] (Борне-Сулиново),
- 215-й гвардейский танковый ордена Александра Невского полк[~ 3] (Сыпнево),
- 252-й гвардейский мотострелковый орденов Суворова и Александра Невского полк[~ 4] (Борне-Сулиново),
- 193-й гвардейский самоходно-артиллерийский ордена Александра Невского полк (Бялогард),
- 1082-й зенитный ракетный полк (Щецинек),
- 90-й отдельный танковый батальон (Борне-Сулиново),
- 669-й отдельный ракетный дивизион (Бялогард),
- 54-й отдельный батальон связи (Борне-Сулиново),
- 101-й отдельный инженерно-сапёрный батальон (Щецин),
- 1083-й отдельный батальон материального обеспечения, (вч п.п. 12704 Борне-Сулиново)
- 71-й отдельный ремонтно-восстановительный батальон,
- 87-й отдельный медицинский батальон,
- 126-й отдельный разведывательный батальон (Бялогард).

- Управление 6-й гв. мсд (Борне-Сулиново, ПНР),
- 16-й гвардейский мотострелковый ордена Суворова полк[~ 5], Борне-Сулиново

40 Т-80, 33 БТР-70, 114 БТР-60, 5 БМП-1, 2 БРМ-1К, 18 Д-30, 18 2С12, 21 МТ-ЛБТ
- 82-й гвардейский мотострелковый ордена Александра Невского полк[~ 6], Сыпнево

38 Т-80, 140 БТР-60, 5 БМП-1, 2 БРМ-1К, 18 Д-30, 18 2С12, 20 МТ-ЛБТ
- 252-й гвардейский мотострелковый орденов Суворова и Александра Невского полк[31], Борне-Сулиново

40 Т-80, 107 БМП-1, 20 БМП-2, 2 БРМ-1К, 18 2С12
- 80-й танковый Краснознамённый полк, Борне-Сулиново

94 Т-80, 6 БМП-2, 11 БМП-1, 2 БРМ-1К, 18 2С1 «Гвоздика», 2 БМП-1КШ
- 193-й гвардейский самоходный артиллерийский ордена Александра Невского полк, Бялогард

54 2СЗ «Акация», 18 БМ-21 «Град», 1 БТР-60)
- 1082-й зенитный ракетный полк, Щецинек
- 90-й отдельный танковый батальон, Борне-Сулиново (40 Т-80, 2 БМП-1, 1 БМП-1КШ)
- 465-й отдельный противотанковый артиллерийский дивизион, Бялогард
- 669-й отдельный ракетный дивизион, Сыпнево, в/ч пп 83736

4 ОТР 9К79 «Точка»: 4 9П129 (СПУ), 2 9Т218 (ТЗМ), ? 9М79 (РЧ), 3 Р-145БМ, 1 БТР-70
- 126-й отдельный разведывательный батальон, Бялогард (6 Т-80, 9 БМП-1, 6 БРМ-1К, 9 БТР-60, 2 Р-145БМ)
- 54-й отдельный батальон связи, Борне-Сулиново (10 Р-145БМ)
- 101-й отдельный инженерно-сапёрный батальон, Щецин
- 1083-й отдельный батальон материального обеспечения, Борне Сулиново
- 71-й отдельный ремонтно-восстановительный батальон, Борне Сулиново
- 87-й отдельный медико-санитарный батальон, Борне Сулиново

Итого: 258 танков, 179 БМП, 316 БТР, 90 САУ, 36 орудий, 54 миномётов, 18 РСЗО.
- Управление дивизии (г. Чебаркуль)[34][35]
- 6-й гвардейский танковый Львовский ордена Ленина, Краснознамённый, орденов Суворова, Кутузова и Богдана Хмельницкого полк[36], в/ч 93992 (г. Чебаркуль);
- 80-й гвардейский танковый Краснознамённый полк, в/ч 87441 (г. Чебаркуль);
- 239-й гвардейский танковый Краснознамённый, орденов Жукова, Суворова, Кутузова и Александра Невского Оренбургский казачий полк, в/ч 89547[37] (г. Чебаркуль);
- 228-й гвардейский мотострелковый Ленинградско-Павловский Краснознамённый полк[38], в/ч 22316 (г. Екатеринбург);
- 400-й гвардейский самоходный артиллерийский Трансильванский Краснознамённый, ордена Богдана Хмельницкого полк[39], в/ч 15871 (г. Чебаркуль);
- 288-й отдельный зенитный ракетный дивизион, в/ч 54824 (г. Чебаркуль);
- 30-й отдельный разведывательный батальон, в/ч 17654 (г. Чебаркуль);
- 351-й отдельный инженерно-сапёрный батальон, в/ч 84975 (г. Чебаркуль);
- 33-й отдельный батальон связи, в/ч 94015 (г. Чебаркуль);
- 1122-й отдельный батальон материального обеспечения, в/ч 25481 (г. Чебаркуль);
- 26-й отдельный медицинский батальон, в/ч 86000 (г. Чебаркуль)[40].

## Знаки отличия

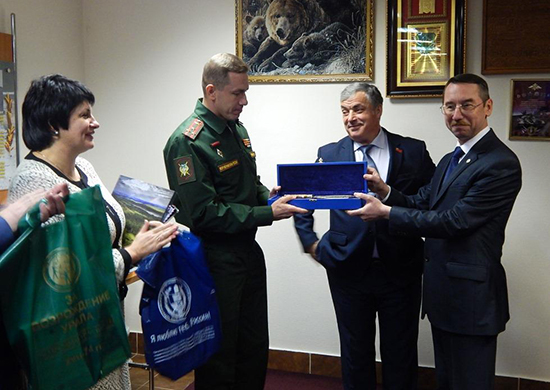
Полковник Лямин Д. И. с делегации города Севастополя

Почётные звание, наименования и ордена унаследованы от 90-й гв. сд и от 378-й сд:
- Почётное звание «Гвардейская» 18 апреля 1943 года 90-й гв.сд;
- Почётное наименование «Витебская» 28 июня 1944 года от 90-й гв.сд;
- Почётное наименование «Новгородская» 13 марта 1945 от 378-й сд;
- Орден Красного Знамени 18 апреля 1943 года 90-й гв.сд;
- Орден Красного Знамени 13 марта 1945 от 378-й сд.

## Командиры
- гвардии генерал-майор Булгаков Владимир Васильевич (1990—1992)
- гвардии полковник Цыганков С.
- гвардии полковник Переслегин Н. Н.[41]
- гвардии генерал-майор Лямин Денис Игоревич (2016—2017)[42].
- гвардии генерал-майор Гуров Вячеслав Николаевич (2017—2019)[43].
- гвардии генерал-майор Герасимов Виталий Петрович (2019—2020)[44]
- гвардии полковник Шканов Иван Михайлович (сентябрь 2020 — июль 2021)
- гвардии полковник Ибатуллин Рамиль Рахматуллович (июль 2021— июнь 2022)[45]

## Отличившиеся воины
- Касьянов Илья Анатольевич, начальник разведки 166-й отдельной гвардейской мотострелковой бригады, подполковник, Герой Российской Федерации.
- Баталов Игорь Адольфович, командир отдельной разведывательной роты 166-й отдельной гвардейской мотострелковой бригады, капитан, Герой Российской Федерации.
- Иванов Валерий Вячеславович, артиллерист 2-го артиллерийского дивизиона 166-й отдельной гвардейской мотострелковой бригады, гвардии рядовой, Герой Российской Федерации (посмертно).
- Шиц Иван Александрович, командир 239-го гвардейского танкового Краснознамённого, орденов Жукова, Суворова, Кутузова и Александра Невского Оренбургского казачьего полка, гвардии полковник, Герой Российской Федерации.
- Антонов Виталий Сергеевич, заместитель командира мотострелкового батальона 80 танкового полка, гвардии майор, Герой Российской Федерации.
- Нилов Александр Сергеевич, командир дивизии, гвардии полковник, Герой Российской Федерации.